# Balcarzowice
Balcarzowice (dodatkowa nazwa w j. niem. Balzarowitz, w j. śląskim. Walcyrzowice) – wieś w Polsce położona w województwie opolskim, w powiecie strzeleckim, w gminie Ujazd.

## Nazwa
Topograficzny podręcznik Górnego Śląska z 1865 roku notuje miejscowość pod niemiecką nazwą Balzarzowitz, a także wymienia obecnie stosowaną, polską nazwę Balcarzowice we fragmencie: "Balzarzowitz (polnisch Balcarzowice)".

## Historia

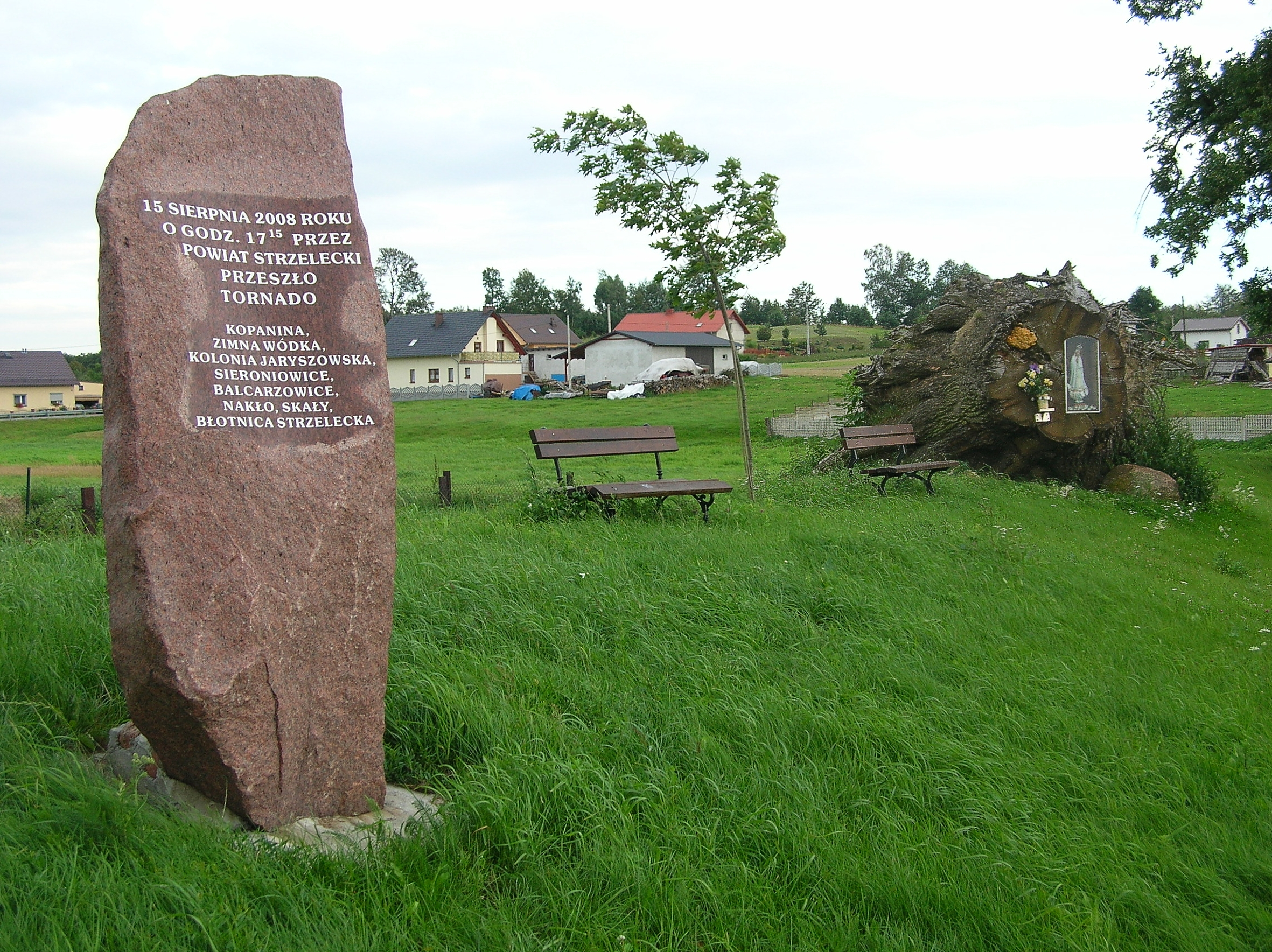
Pomnik tornada z 2008 r.

We wsi znajduje się pomnik tornada, które 15 sierpnia 2008 r. przeszło przez powiat strzelecki powodując duże straty.